# Spandau-fængslet
Spandaufængslet var et fængsel i Spandau der var bygget i 1876. Efter 2. verdenskrig sad der nazistiske krigsforbrydere, som var blevet idømt fængselsstraf ved Nürnbergprocessen, som Rudolf Hess, Walther Funk, Erich Raeder, Albert Speer, Baldur von Schirach, Konstantin von Neurath og Karl Dönitz.
I 1987 blev fængslet revet ned, primært for at forhindre at det skulle blive et nynazistisk valfartssted efter Rudolf Hess' død. Han sad alene i 20 år, efter at Albert Speer og von Schirach blev løsladt i 1966. For at sikre fængslets endelige fjernelse blev der lavet parkeringspladser og Britannia Centre Spandau på tomten, og alle bygningsrester endte i Nordsøen.
52°31′16″N 13°11′07″Ø / 52.52111°N 13.18528°Ø